# Медицинская мысль
«Медицинская мысль» — научно-медицинский журнал, издаваемый Северо-Кавказским медицинским институтом в 1922—1930 годах в городе Ростов-на-Дону. Периодичность: 1922 — 24 номера (февр,—дек.); 1923 — 12 номеров (июнь —дек.); 1924 — 10 номеров; т. 3—6 (1925—1931) (по 5 кн. в томе).
В подзаголовке:
1922 Двухнедельный журнал научной и общественной медицины, издаваемый потребительским объединением «Ростов-Нахичеванский н/Д врачебный кооператив»
1923 Журнал научной медицины, издаваемый клиническим коллективом Донского университета…
1924—1927 Научно-медицинский журнал
1928—1929 Научно-медицинский журнал, издаваемый медфаком Северо-Кавказского университета
1930 Научно-медицинский журнал, издаваемый Северо-Кавказским медицинским институтом

## Редакция
В 1922 отв. ред. Исполбюро «Врачкоопа» ; 1923 № 1-10 Отв. ред. Я. Ф. Бродский ; 1923 (№ 11/12) Отв. ред. Н. А. Богораз ; 1924 ред. коллегия; 1925—1927 ред. совет ; 1928 П. И. Бухман, Ф. А. Соловьёв [и др.]

## Издатель
1922—1923 Не указан
1924—1925 (Кн. 1-2) Клинический коллектив Донского университета
1925 (Кн. 3-5) — 1927 Клинический коллектив Северо-Кавказского университета
1928—1929 Не указан
1930 Северный Кавказ

## Библиографическое описание
Медицинская мысль [Текст] : научно-медицинский журнал, издаваемый Северо-Кавказским медицинским институтом. — Ростов-на-Дону : Северный Кавказ, 1922—1930. — 36 см.